# Andreas Keuser
Andreas Keuser (né le 14 avril 1974 à Salzkotten) est un coureur cycliste allemand.

## Palmarès
- 2011
  - Mémorial de la Bataille de Crète :
    - Classement général
    - 1re étape

  - Classement général du Tour de Trakya
  - 7e étape du Tour de Roumanie

## Classements mondiaux
| Année            | 2007 | 2008 | 2009 | 2010 | 2011 | 2012 | 2013 | 2014 |
| ---------------- | ---- | ---- | ---- | ---- | ---- | ---- | ---- | ---- |
| UCI Africa Tour  | 122e | 114e |      |      |      |      |      |      |
| UCI America Tour |      |      |      |      |      |      |      | 330e |
| UCI Europe Tour  |      |      |      |      | 260e |      |      |      |